# Aspalathus angustifolia
Aspalathus angustifolia är en ärtväxtart som först beskrevs av Jean-Baptiste de Lamarck, och fick sitt nu gällande namn av Rolf Martin Theodor Dahlgren. Aspalathus angustifolia ingår i släktet Aspalathus och familjen ärtväxter.

## Underarter
Arten delas in i följande underarter:
- A. a. angustifolia
- A. a. robusta